# Gag Concert
Gag Concert (koreanisch: 개그콘서트) ist eine südkoreanische Comedy-Fernsehsendung, die seit dem Jahr 1999 auf dem Fernsehsender KBS2 gezeigt wird.
Die Show zeigt lustige Stand-up Comedy-Sketche, bei denen die verschiedenen Komiker das Publikum mit ihren Witzen begeistern. Gelegentlich sind auch andere besondere Gäste eingeladen, wie zum Beispiel Samuel Kim oder Hani von EXID. 
Jede Folge dauert ca. 60 Minuten. Regisseure der Sendung sind Kim Seok-hyeon und Park Seong-jae.